# Креспіна
Креспіна (італ. Crespina) — колишній муніципалітет в Італії, у регіоні Тоскана,  провінція Піза. З 1 січня 2014 року Креспіна є частиною новоствореного муніципалітету Креспіна-Лоренцана.
Креспіна розташована на відстані близько 250 км на північний захід від Рима, 60 км на захід від Флоренції, 20 км на південний схід від Пізи.
Населення — 4188 осіб (2012).
Щорічний фестиваль відбувається 29 вересня. Покровитель — святий Архангел Михаїл.

## Демографія
Населення за роками:

Станом на 31 грудня 2010 року в муніципалітеті офіційно проживало 213 іноземців з 25 країн, серед них 77 громадян країн Євросоюзу та 3 громадяни України.

## Сусідні муніципалітети
- Кашина
- Коллезальветті
- Фаулья
- Кашіана-Терме-Ларі
- Лоренцана